# 羽佳純子
羽佳 純子（はねよし じゅんこ、1967年6月30日 - ）は、中国・北京市出身の卓球選手。中国名は李雋（り しゅん、リー・ジュン）。中国代表チームに所属し、1989年世界卓球選手権・女子シングルスベスト16、1991年世界卓球選手権・女子ダブルス3位などの成績を残す。1992年に来日し、日産自動車や淑徳短大を経て、日本卓球リーグのサンリツでプレーする。2000年3月に帰化し、2001年の世界卓球選手権・大阪大会では同じ中国からの帰化選手である高田佳枝とともに日本代表チームのエースとして活躍、日本女子団体18年ぶりのメダル獲得（銅メダル）に大きく貢献した。現在は自身の卓球クラブ「羽佳卓球倶樂部」を運営している。
2019年度から、女子ジュニアナショナルチームのコーチを務める。
日本国内の選手で、全盛期の小山ちれに勝つことのできた数少ない選手である。

## 主な戦績
- 1989年 世界卓球選手権 女子ダブルス3位　※中国代表選手として出場
- 1991年 世界卓球選手権 女子ダブルス3位　※中国代表選手として出場
- 1992年 全日本社会人卓球選手権 女子シングルス優勝
- 1995年 全日本学生卓球選手権大会 女子シングルス優勝
- 2000年 ジャパントップ12卓球大会 女子シングルス優勝
- 2000年 東京卓球選手権大会 女子シングルス優勝
- 2000年 全日本社会人卓球選手権 女子シングルス優勝
- 2000年 日本卓球リーグビッグトーナメント 女子シングルス優勝
- 2000年 全日本卓球選手権大会 女子シングルス準優勝